# Ежен Жанжи
Ежен Жанжи (енгл. Eugene Jantjies; 8. октобар 1986) професионални је рагбиста и репрезентативац Намибије, који тренутно игра за Динамо Букурешт у румунској лиги. Висок 180 цм, тежак 80 кг, игра на позицији демија. Пре Динама играо је за Фарул Константа, Леопардсе и Вестерн субербсе. За национални тим Намибије је до сада одиграо 48 тест мечева и постигао 50 поена. Играо је на три светска првенства.